# Plagiostyles africana
Plagiostyles es un género monotípico de plantas con flores perteneciente a la familia Euphorbiaceae. Su única especie: Plagiostyles africana es originaria África tropical donde se encuentra en Nigeria, Camerún, Guinea Ecuatorial, Gambia y Zaire.

## Descripción
Es un arbusto o árbol dioico que alcanza un tamaño de 3-25 m de altura, con tronco liso hasta una altura de 12 m, y de 15-80 cm de diámetro; con varias ramas muy caídas.

## Hábitat
Se encuentra en antiguas selvas tropicales perturbadas, en los valles de bosques, en los bosques lluviosos asociada con Gilbertiodendron dewevrei, y en formaciones secundarias a una altitud de 230-500 metros.

## Taxonomía
Plagiostyles africana fue descrita por (Müll.Arg.) Prain y publicado en Bulletin of Miscellaneous Information Kew 1912: 107. 1912.
Sinonimia
- Daphniphyllum africanum Müll.Arg.
- Plagiostyles klaineana Pierre[3]